# 稲田米昭
稲田 米昭（いなだ よねあき、1945年（昭和20年）4月22日 - ）は、日本の政治家。元小松島市長（2期）。旭日小綬章受章。

## 経歴
徳島県小松島市立江町出身。徳島県立徳島農業高等学校（現徳島県立城西高等学校）卒業。
1986年度、1987年度に小松島市立立江中学校PTA会長を務める。
1987年に小松島市議会議員に初当選。以後連続5期に渡って市議会議員を務め、2001年6月から2002年6月まで小松島市議会議長を務める。
2005年1月23日の小松島市長選に初当選した。2009年に無投票により再選し、2013年に任期満了に伴い退任した。

## 栄典
- 2018年11月 秋の叙勲で地方自治功労により旭日小綬章を受章[6]。